# Ingolstadt Hauptbahnhof
Ingolstadt Hauptbahnhof is een spoorwegstation in de Duitse plaats Ingolstadt. Het station behoort tot de Duitse stationscategorie 3.  